# Spartakus
Spartakus (gr. Σπάρτακος Spártakos, łac. Spartacus; zm. 71 p.n.e.) – niewolnik, gladiator rzymski, z pochodzenia prawdopodobnie Trak. Przywódca największego i najgroźniejszego w historii Rzymu powstania niewolników, od jego imienia nazywanego powstaniem Spartakusa.

## Pochodzenie
Nie jest pewne, czy Spartakus był rzeczywiście Trakiem. Przypisywano mu tę narodowość, ponieważ jako gladiator był szkolony w trackim stylu walki. Prawdopodobnie był dezerterem z rzymskiej armii, potem rozbójnikiem. Ponownie schwytany przez Rzymian, został sprzedany do szkoły gladiatorów w Kapui. Spartakus, jako doskonały gladiator, przez pewien czas pełnił stanowisko nauczyciela szermierki w szkole gladiatorów w Kapui.

## Powstanie Spartakusa – przebieg
Był organizatorem i przywódcą największego w starożytnym Rzymie powstania niewolników (73-71 p.n.e.), w którym wzięło udział od 60 do 100 tys. powstańców (niewolników i gladiatorów). W czasie buntu najpierw pokonał strażników, następnie zbiegł ku Wezuwiuszowi i tam powoli zaczął tworzyć armię złożoną ze zbiegłych niewolników,  gladiatorów i biedaków. Pierwszy o jej sile przekonał się Klaudiusz Glaber, wysłany przez pretora Publiusza Wariniusa. Śmierć poniosło wówczas 3000 rzymskich żołnierzy. Siłą tego powstania niewolników było zjednoczenie ludzi różnych narodowości. Później jednak odmienne plany doprowadziły do podziału. Odłączyli się niewolnicy pochodzenia celtyckiego i pochodzący z Germanii pod przywództwem Kriksosa, którzy zostali pobici w bitwie pod górą Garganus  w Apulii. Spartakus z pozostałymi chciał się przedostać na Sycylię, co mu się nie udało. Ostateczny kres powstaniu przyniosła bitwa nad rzeką Silarus. Spartakus zginął w walce, a jego ciało nie zostało odnalezione. Powstanie zostało krwawo stłumione przez Marka Krassusa, który kazał 6 tys. pojmanych powstańców ukrzyżować wzdłuż drogi via Appia.

(...) chciał przedrzeć się wśród straszliwej walki i ran wprost do Krassusa. Ale nie dotarł do niego. Zabił mu dwóch centurionów, z którymi się zderzył. W końcu, gdy wszyscy jego ludzie uciekali, został sam.

Opis upadku Spartakusa znajdujemy u greckiego historyka, Appiana z Aleksandrii.

## Spartakus w literaturze
- 1951 Howard Fast – Spartacus,
- 1951 Halina Rudnicka – Uczniowie Spartakusa.

## Spartakus w kinematografii
Powstało kilka filmów przedstawiających losy Spartakusa.
- Spartakus – najsłynniejszy, wyreżyserowany przez Stanleya Kubricka film fabularny, pochodzi z 1960 roku. Nakręcony na podstawie powieści Howarda Fasta, tytułową rolę zagrał Kirk Douglas.
- W 2004 powstał film w reżyserii Roberta Dornhelma z Goranem Višnjiciem.
- W 2010 amerykańska telewizja Starz rozpoczęła emisję serialowej wersji życiorysu Spartakusa, luźno opartej na wydarzeniach historycznych. Serial doczekał się trzech serii – Krew i piach (2010), Zemsta (2012) i Wojna potępionych (2013) – oraz prequela Spartakus: Bogowie areny (2011), w którym jednak nie występuje postać Spartakusa.

## Spartakus a sport
Jest symbolem siły i sprawności fizycznej. Od jego imienia pochodzi nazwa zawodów sportowych – „spartakiada”. Wiele klubów sportowych użyło w swojej nazwie jego imienia jak np.: Spartak Moskwa, Spartak Kijów, Spartak Iwano-Frankiwsk, Spartak Sofia, FK Spartak Subotica i inne.